# Người Mỹ trầm lặng (phim 2002)
Người Mỹ trầm lặng (tựa tiếng Anh: The Quiet American) là một bộ phim chiến tranh - tình cảm - tâm lý Mỹ của đạo diễn Phillip Noyce thực hiện. Phim công chiếu vào năm 2002, chuyển thể từ tiểu thuyết cùng tên của tác giả người Anh Graham Greene. Bộ phim có sự tham gia của các ngôi sao như Michael Caine, Brendan Fraser và Đỗ Thị Hải Yến.

## Nội dung
Bộ phim dựa theo tiểu thuyết nổi tiếng cùng tên của nhà văn Anh Graham Greene. Chiến tranh Đông Dương đang bước vào giai đoạn quyết liệt. Thomas Fowler (Michael Caine) là phóng viên người Anh của tờ London Times có nhiệm vụ theo dõi tình hình chiến sự Việt Nam. Ông từng đi theo chân quân Pháp càn quét ở Ninh Bình và tận mắt chứng kiến những vụ tàn sát kinh hoàng.
Pyle (Brendan Fraser) là một bác sĩ nhãn khoa, sang Việt Nam với mục đích "làm từ thiện" cho nông dân nghèo. Ấn tượng trước một người Mỹ trầm lặng, tốt bụng và dễ mến, Fowler giới thiệu Phượng (Đỗ Thị Hải Yến), người yêu của ông cho Pyle mà không ngờ rằng chính Pyle cũng say mê Phượng ngay từ lần gặp đầu tiên. Pyle thành thực thú nhận với Fowler tình yêu của anh dành cho Phượng. Chiến sự vẫn diễn biến ngày một phức tạp tại miền Nam Việt Nam. Viên tướng Trình Minh Thế bất ngờ hùng hồn tuyên bố chống lại cả Pháp lẫn Việt Minh. Bóng dáng của một thế lực mới xuất hiện. Fowler nhận thấy Pyle lai vãng xung quanh đám biểu tình. Và cuối cùng, khi cả hai lọt vào ổ phục kích trên đường về Sài Gòn, Pyle bỗng chốc trở thành một kẻ xông xáo như một chiến binh được đào tạo bài bản.
Fowler vẫn tiếp tục sự nghiệp của một phóng viên chiến trường với những thử thách khắc nghiệt. Ông cùng cộng sự lọt vào kho hàng của một nhà buôn Hoa kiều có quan hệ mật thiết với tướng Thế, tại đây họ phát hiện ra nhiều thùng hàng chất nổ nhập từ Mỹ. Dần dần, Fowler nhận ra những âm mưu chiến tranh và tiên đoán được đoạn sau của cuộc chiến Đông Dương: Mỹ sẽ hất cẳng Pháp và trực tiếp can dự vào Việt Nam.

## Diễn viên
- Michael Caine vai Thomas Fowler
- Brendan Fraser vai Alden Pyle
- Đỗ Thị Hải Yến vai Phượng
- Mai Hoa vai Chị của Phượng
- Rade Šerbedžija vai Thanh tra Vigot
- Tzi Ma vai Hinh
- Robert Stanton vai Joe Tunney
- Holmes Osborne vai Bill Granger
- Ngô Quang Hải vai Tướng Thế
- Ferdinand Hoàng vai Ông Mười
- Hồng Nhung vai Ca sĩ phòng trà
- Công Lý vai Lính Việt Nam
- Tiết Cương vai Cảnh sát
- Daniel Hung, Trọng Phạm, Trịnh Mai Nguyên và Nguyễn Kim Hoàn vai Nhóm sát thủ

## Thông tin thêm
Michael Caine nhận được đề cử giải Oscar cho nam diễn viên chính xuất sắc nhất.